# Much Hadham
Much Hadham – wieś w Anglii, w hrabstwie Hertfordshire, w dystrykcie East Hertfordshire. Leży 14 km na północny wschód od miasta Hertford i 43 km na północ od centrum Londynu. W 2001 miejscowość liczyła 1994 mieszkańców.